# 노즐리 도시 자치구

노즐리 도시 자치구의 위치

노즐리 도시 자치구(영어: Metropolitan Borough of Knowsley)는 잉글랜드 머지사이드주에 위치한 도시 자치구로 중심 도시는 하이턴이며 면적은 86.50km2, 인구는 146,407명(2014년 기준), 인구 밀도는 1,700명/km2이다.

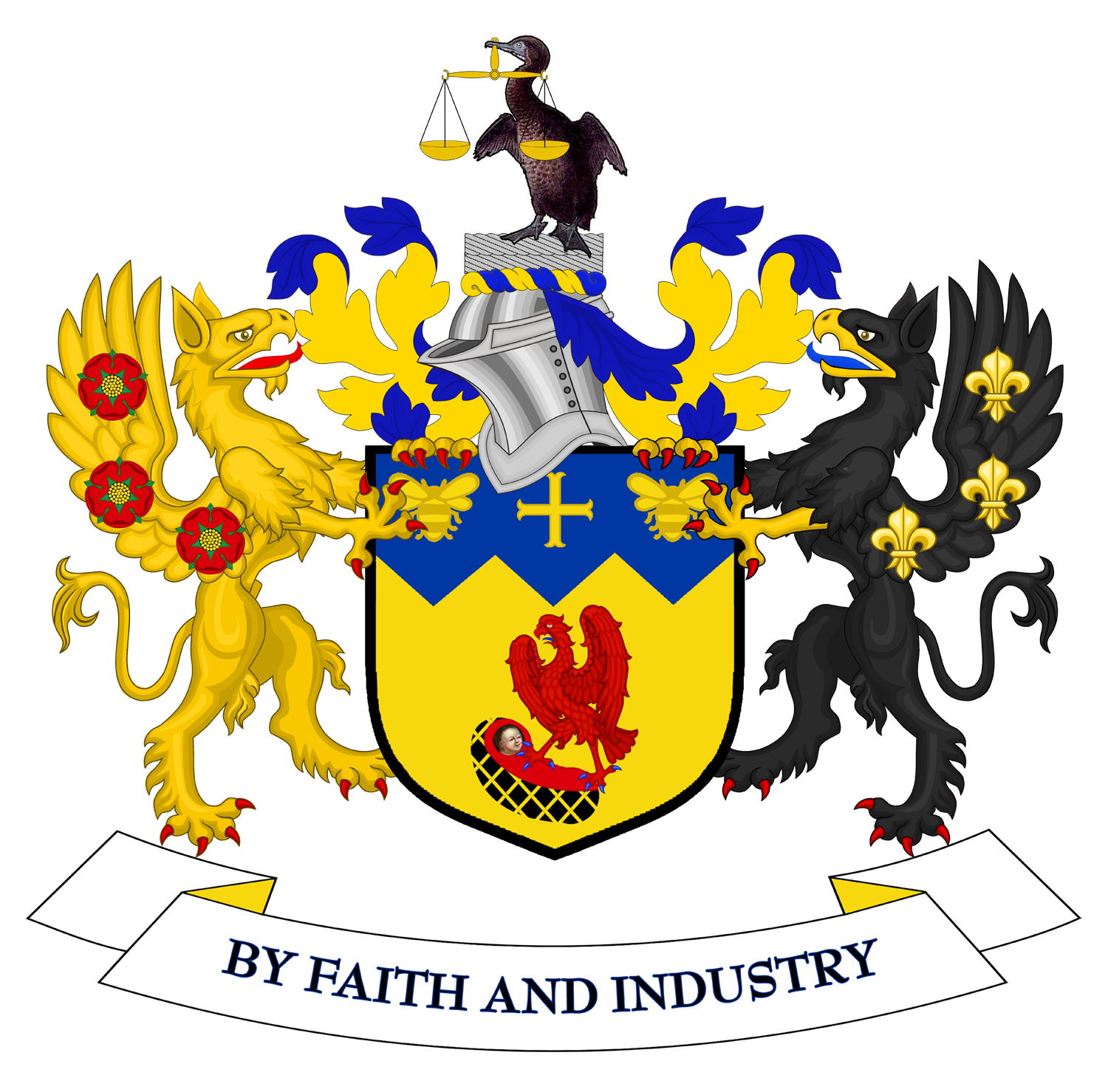
시 문장